# Saint-Yan
Pour les articles homonymes, voir Yan (homonymie).
Saint-Yan est une commune française située dans le département de Saône-et-Loire, en région Bourgogne-Franche-Comté.

## Géographie

### Climat
Pour des articles plus généraux, voir Climat de la Bourgogne-Franche-Comté et Climat de Saône-et-Loire.
En 2010, le climat de la commune est de type climat océanique dégradé des plaines du Centre et du Nord, selon une étude du Centre national de la recherche scientifique s'appuyant sur une série de données couvrant la période 1971-2000. En 2020, Météo-France publie une typologie des climats de la France métropolitaine dans laquelle la commune est exposée à un climat océanique altéré et est dans la région climatique Centre et contreforts nord du Massif Central, caractérisée par un air sec en été et un bon ensoleillement.
Pour la période 1971-2000, la température annuelle moyenne est de 10,9 °C, avec une amplitude thermique annuelle de 16,8 °C. Le cumul annuel moyen de précipitations est de 804 mm, avec 10,9 jours de précipitations en janvier et 7,4 jours en juillet. Pour la période 1991-2020, la température moyenne annuelle observée sur la station météorologique installée sur la commune est de 11,5 °C et le cumul annuel moyen de précipitations est de 772,4 mm. 
La température maximale relevée sur cette station est de 41,7 °C, atteinte le 31 juillet 1983 ; la température minimale est de −24,2 °C, atteinte le 9 janvier 1985,,.
| Mois                                  | jan.             | fév.             | mars           | avril         | mai             | juin           | jui.            | août           | sep.            | oct.            | nov.             | déc.             | année      |
| ------------------------------------- | ---------------- | ---------------- | -------------- | ------------- | --------------- | -------------- | --------------- | -------------- | --------------- | --------------- | ---------------- | ---------------- | ---------- |
| Température minimale moyenne (°C)     | 0,2              | 0                | 2,1            | 4,4           | 8,3             | 11,9           | 13,8            | 13,5           | 9,8             | 7,2             | 3,3              | 0,8              | 6,3        |
| Température moyenne (°C)              | 3,6              | 4,3              | 7,6            | 10,4          | 14,3            | 18,1           | 20,3            | 20,1           | 15,9            | 12,2            | 7,2              | 4,1              | 11,5       |
| Température maximale moyenne (°C)     | 7,1              | 8,7              | 13,2           | 16,5          | 20,4            | 24,4           | 26,7            | 26,7           | 22,1            | 17,1            | 11,1             | 7,5              | 16,8       |
| Record de froid (°C) date du record   | −24,2 09.01.1985 | −23,6 15.02.1956 | −13,3 01.03.05 | −8,2 08.04.03 | −3,1 06.05.1957 | 0,3 02.06.1962 | 3,9 22.07.1980  | 1,7 24.08.1980 | −2,2 25.09.1972 | −8,1 30.10.1997 | −11,3 27.11.1955 | −16,9 31.12.1996 | −24,2 1985 |
| Record de chaleur (°C) date du record | 18,1 01.01.23    | 23,2 28.02.1960  | 25,9 31.03.21  | 28,8 30.04.05 | 33,4 25.05.09   | 39,7 27.06.19  | 41,7 31.07.1983 | 40,2 12.08.03  | 35,6 14.09.20   | 30,6 02.10.1985 | 23,6 07.11.1955  | 19,8 16.12.1989  | 41,7 1983  |
| Ensoleillement (h)                    | 653              | 887              | 1 466          | 1 677         | 1 979           | 2 269          | 2 476           | 2 303          | 167             | 1 118           | 661              | 521              | 17 677     |
| Précipitations (mm)                   | 51               | 42,5             | 49,5           | 60,7          | 82,4            | 67,5           | 71,6            | 72,1           | 68              | 73,5            | 76               | 57,6             | 772,4      |

| Diagramme climatique                                  |          |             |             |             |              |              |              |           |             |           |            |
| J                                                     | F        | M           | A           | M           | J            | J            | A            | S         | O           | N         | D          |
| 7,10,251                                              | 8,7042,5 | 13,22,149,5 | 16,54,460,7 | 20,48,382,4 | 24,411,967,5 | 26,713,871,6 | 26,713,572,1 | 22,19,868 | 17,17,273,5 | 11,13,376 | 7,50,857,6 |
| Moyennes : • Temp. maxi et mini °C • Précipitation mm |          |             |             |             |              |              |              |           |             |           |            |

Les paramètres climatiques de la commune ont été estimés pour le milieu du siècle (2041-2070) selon différents scénarios d'émission de gaz à effet de serre à partir des nouvelles projections climatiques de référence DRIAS-2020. Ils sont consultables sur un site dédié publié par Météo-France en novembre 2022.

## Urbanisme

### Typologie
Au 1er janvier 2024, Saint-Yan est catégorisée commune rurale à habitat dispersé, selon la nouvelle grille communale de densité à sept niveaux définie par l'Insee en 2022.
Elle est située hors unité urbaine. Par ailleurs la commune fait partie de l'aire d'attraction de Paray-le-Monial, dont elle est une commune de la couronne,. Cette aire, qui regroupe 19 communes, est catégorisée dans les aires de moins de 50 000 habitants,.

### Occupation des sols
L'occupation des sols de la commune, telle qu'elle ressort de la base de données européenne d’occupation biophysique des sols Corine Land Cover (CLC), est marquée par l'importance des territoires agricoles (81,5 % en 2018), une proportion sensiblement équivalente à celle de 1990 (82,1 %). La répartition détaillée en 2018 est la suivante : prairies (50,8 %), zones agricoles hétérogènes (28,4 %), forêts (8,2 %), zones industrielles ou commerciales et réseaux de communication (6,9 %), zones urbanisées (3,1 %), terres arables (2,3 %), eaux continentales (0,3 %). L'évolution de l’occupation des sols de la commune et de ses infrastructures peut être observée sur les différentes représentations cartographiques du territoire : la carte de Cassini (XVIIIe siècle), la carte d'état-major (1820-1866) et les cartes ou photos aériennes de l'IGN pour la période actuelle (1950 à aujourd'hui).

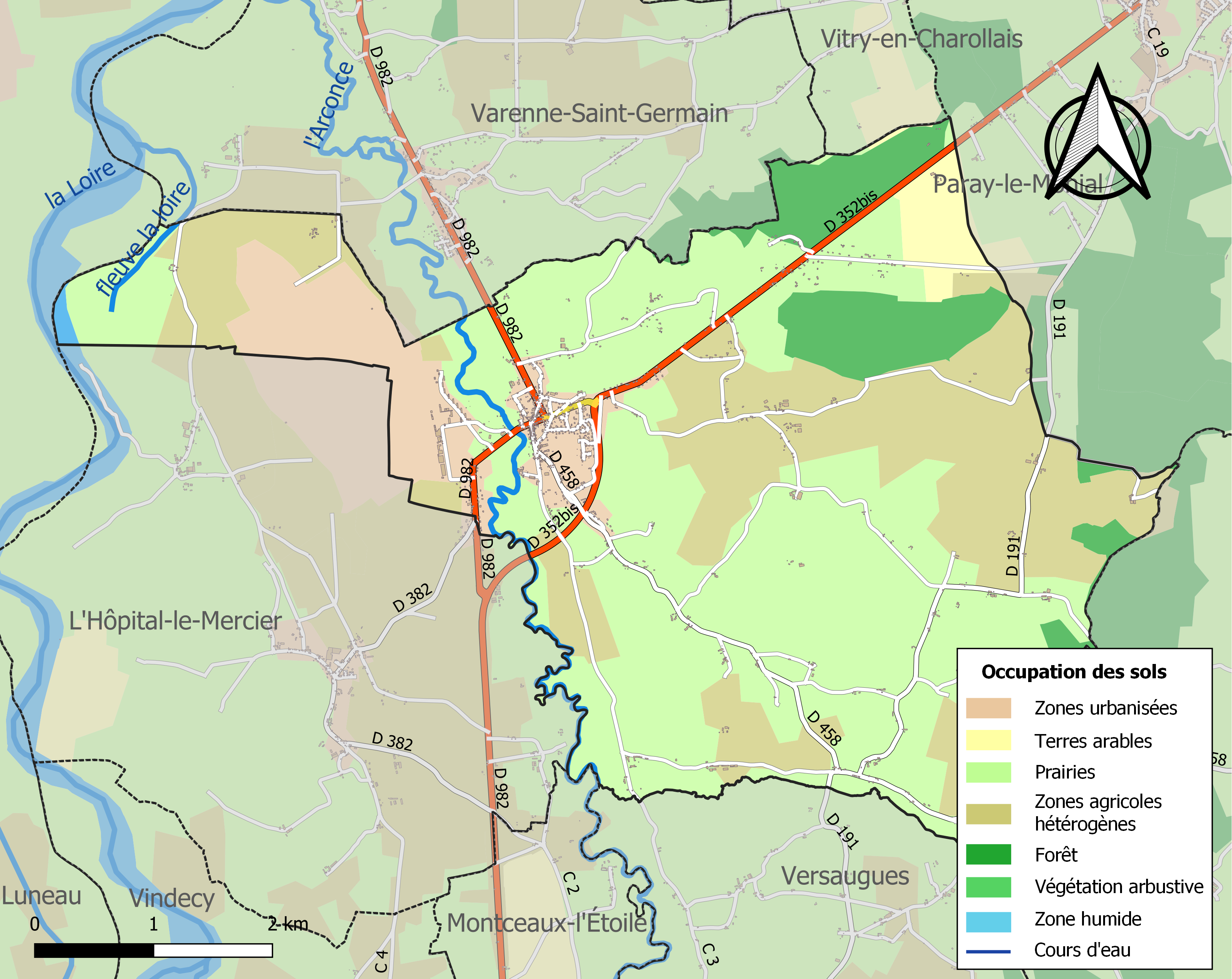
Carte des infrastructures et de l'occupation des sols de la commune en 2018 (CLC).

## Toponymie
D'après Albert Dauzat et Charles Rostaing, ce toponyme provient de Eugendus, peut-être dérivé du nom latin Genius ; comme Saint Héand, Saint Oyen et Saint-Gein.

## Histoire
Selon le site web de la commune, « vers 510, le village est connu sous le nom de SAINT OYEND . L'orthographe évolue selon les époques et passe de ST OYEND, à ST OYEN, ST OYAN et par déformation est devenu SAINT YAN ».
510 correspond justement à la date de la mort de Oyand de Condat (450-510).
Au XVIIe siècle et probablement avant, le commandeur hospitalier de Beugney nommait le curé de la paroisse de Saint-Yan et de la chapelle Saint-Jean-Baptiste d'Anglure. Il arrivait parfois que ce soit l'évêque d'Autun qui procède à cette nomination.
Sous la Révolution française, la commune porta provisoirement le nom de Yan-l'Arconce,.
Entre 1790 et 1794, la commune absorbe celle voisine de Les Reuillons ; cette dernière, sous la Révolution française, porta provisoirement le nom de La Montagne.
En 1938, l'armée de l'air crée à Saint-Yan un terrain d'aviation de secours. Puis du 11 mai 1940 au 16 juin 1940, ce terrain est occupé par la 15e escadre de bombardement de Reims.
En juillet 1943, Saint-Yan est occupée par l'armée allemande ; un camp est installé dans un pré non loin de l'église. De plus l'ancien terrain d'aviation de Saint-Yan est transformé en base aérienne gigantesque (de plus de 600 ha). L'armée allemande décide d'y installer des avions d'entraînement mais aussi et surtout des Heinkel 111Z et leurs planeurs. Du 31 août au 2 septembre 1944 alors que la Libération est proche est commis à Saint-Yan un massacre où 14 civils sont sauvagement tués par des SS ou par des soldats allemands (comme en témoigne le monument situé place du 31-Août-1944). De plus, le terrain aérien militaire est totalement détruit par l'armée allemande avant son départ.
Le 1er janvier 2013, elle rejoint la communauté de communes de Paray-le-Monial, devenue communauté de communes du Grand Charolais depuis le 1er janvier 2017.

## Politique et administration

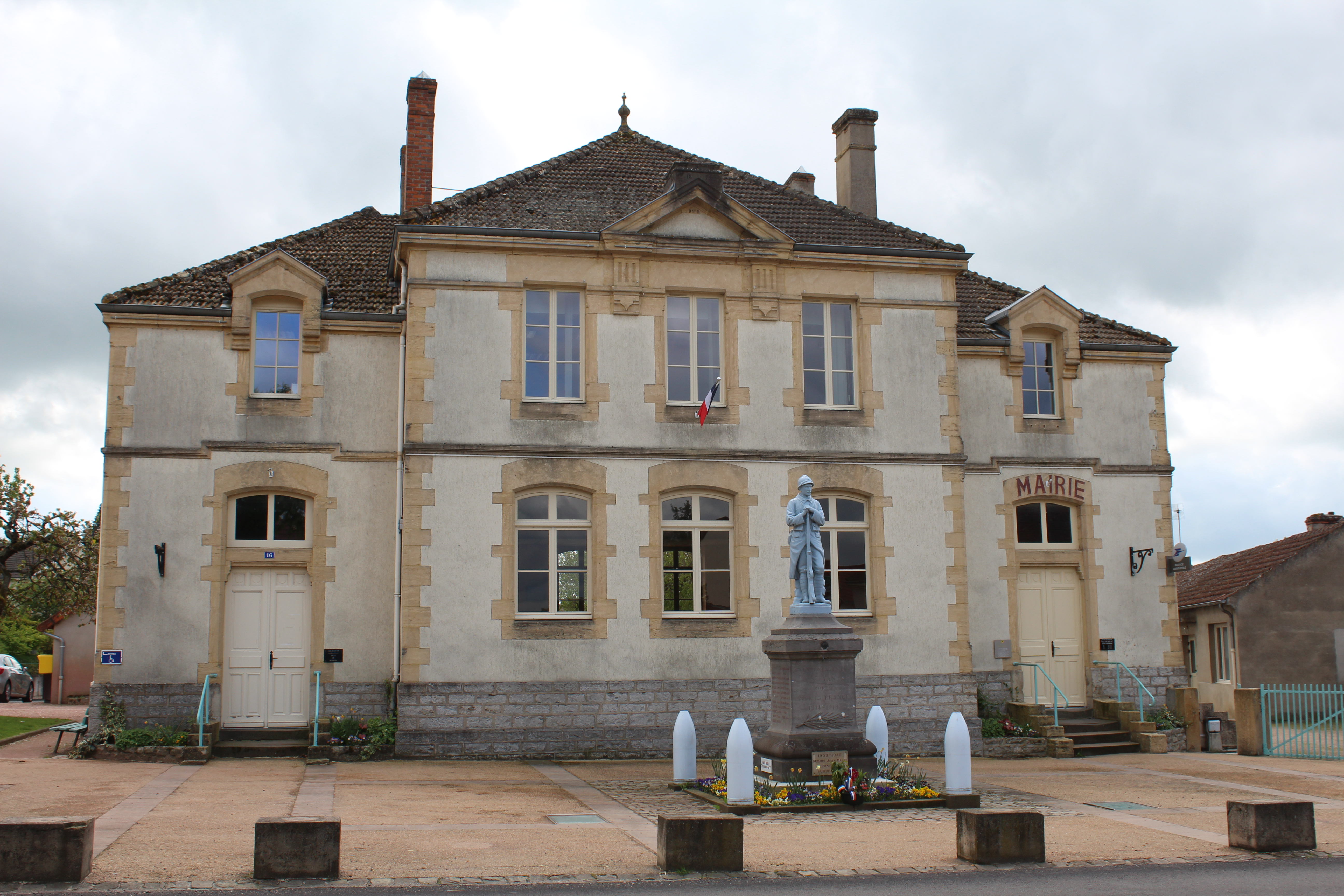
Mairie.

| Période                                  | Période       | Identité               | Étiquette | Qualité            |
| ---------------------------------------- | ------------- | ---------------------- | --------- | ------------------ |
| 1793                                     | 1800          | Jean Marinier          |           |                    |
| 1800                                     | 1804          | Jacques Barrois        |           |                    |
| 1804                                     | 1816          | Joseph de Monteynard   |           |                    |
| 1816                                     | 1823          | Claude Ray             |           |                    |
| 1823                                     | 1824          | Mathieu Bonin          |           |                    |
| 1824                                     | 1831          | Claude Ray             |           |                    |
| 1831                                     | 1834          | Frédéric Desbourdelles |           |                    |
| 1834                                     | 1836          | Claude Ray             |           |                    |
| 1836                                     | 1840          | Jean Belot             |           |                    |
| 1840                                     | 1843          | Jacques Barrois        |           |                    |
| 1843                                     | 1848          | Mathieu Bourgogne      |           |                    |
| 1848                                     | 1850          | François Michel        |           |                    |
| 1850                                     | 1860          | Claude Millerand       |           |                    |
| 1860                                     | 1863          | Antoine Goin           |           |                    |
| 1863                                     | 1868          | Nicolas Molette        |           |                    |
| 1868                                     | 1876          | Jean-Joseph Guette     |           |                    |
| 1876                                     | 1878          | Laurent Thévenoux      |           |                    |
| 1878                                     | 1884          | Nicolas Molette        |           |                    |
| 1884                                     | 1896          | Jean-Joseph Guette     |           |                    |
| 1896                                     | 1904          | Joseph Dumontet        |           |                    |
| 1904                                     | 1921          | Pierre Cothenet        |           |                    |
| 1921                                     | 1933          | Pierre Colin           |           |                    |
| 1933                                     | 1965          | Joseph Ferrier         |           |                    |
| 1965                                     | 1983          | Lucien Charpenet       |           |                    |
| 1983                                     | 1989          | François Bernigaud     |           |                    |
| mars 1989                                | décembre 2012 | René Bernigaud         | SE        | Gérant TP Retraité |
| février 2013                             | en cours      | Élisabeth Ponsot       | SE        | Agent C.A.F.       |
| Les données manquantes sont à compléter. |               |                        |           |                    |

## Démographie
L'évolution du nombre d'habitants est connue à travers les recensements de la population effectués dans la commune depuis 1793. Pour les communes de moins de 10 000 habitants, une enquête de recensement portant sur toute la population est réalisée tous les cinq ans, les populations de référence des années intermédiaires étant quant à elles estimées par interpolation ou extrapolation. Pour la commune, le premier recensement exhaustif entrant dans le cadre du nouveau dispositif a été réalisé en 2008.

En 2022, la commune comptait 1 132 habitants, en évolution de −3,9 % par rapport à 2016 (Saône-et-Loire : −1,06 %, France hors Mayotte : +2,11 %).
| 1793 | 1800 | 1806 | 1821 | 1831 | 1836 | 1841 | 1846 | 1851 |
| ---- | ---- | ---- | ---- | ---- | ---- | ---- | ---- | ---- |
| 709  | 718  | 821  | 716  | 726  | 881  | 950  | 950  | 904  |

| 1856 | 1861  | 1866  | 1872 | 1876 | 1881  | 1886  | 1891  | 1896  |
| ---- | ----- | ----- | ---- | ---- | ----- | ----- | ----- | ----- |
| 981  | 1 088 | 1 125 | 995  | 989  | 1 045 | 1 046 | 1 032 | 1 012 |

| 1901 | 1906 | 1911 | 1921 | 1926 | 1931 | 1936 | 1946 | 1954 |
| ---- | ---- | ---- | ---- | ---- | ---- | ---- | ---- | ---- |
| 951  | 964  | 920  | 853  | 842  | 809  | 826  | 859  | 929  |

| 1962  | 1968  | 1975  | 1982  | 1990  | 1999  | 2006  | 2008  | 2013  |
| ----- | ----- | ----- | ----- | ----- | ----- | ----- | ----- | ----- |
| 1 046 | 1 115 | 1 278 | 1 242 | 1 153 | 1 082 | 1 111 | 1 118 | 1 147 |

| 2018  | 2022  | - | - | - | - | - | - | - |
| ----- | ----- | - | - | - | - | - | - | - |
| 1 159 | 1 132 | - | - | - | - | - | - | - |

## Économie
- Aéroport de Saint-Yan dont la gestion est assurée par la chambre de commerce et d'industrie de Saône-et-Loire jusqu'en juin 2008, puis par un syndicat mixte : le SYAB. L'aéroport accueille un des centres de formation au pilotage de l'École nationale de l'aviation civile ainsi que des activités de baptême de l'air.

## Lieux et monuments

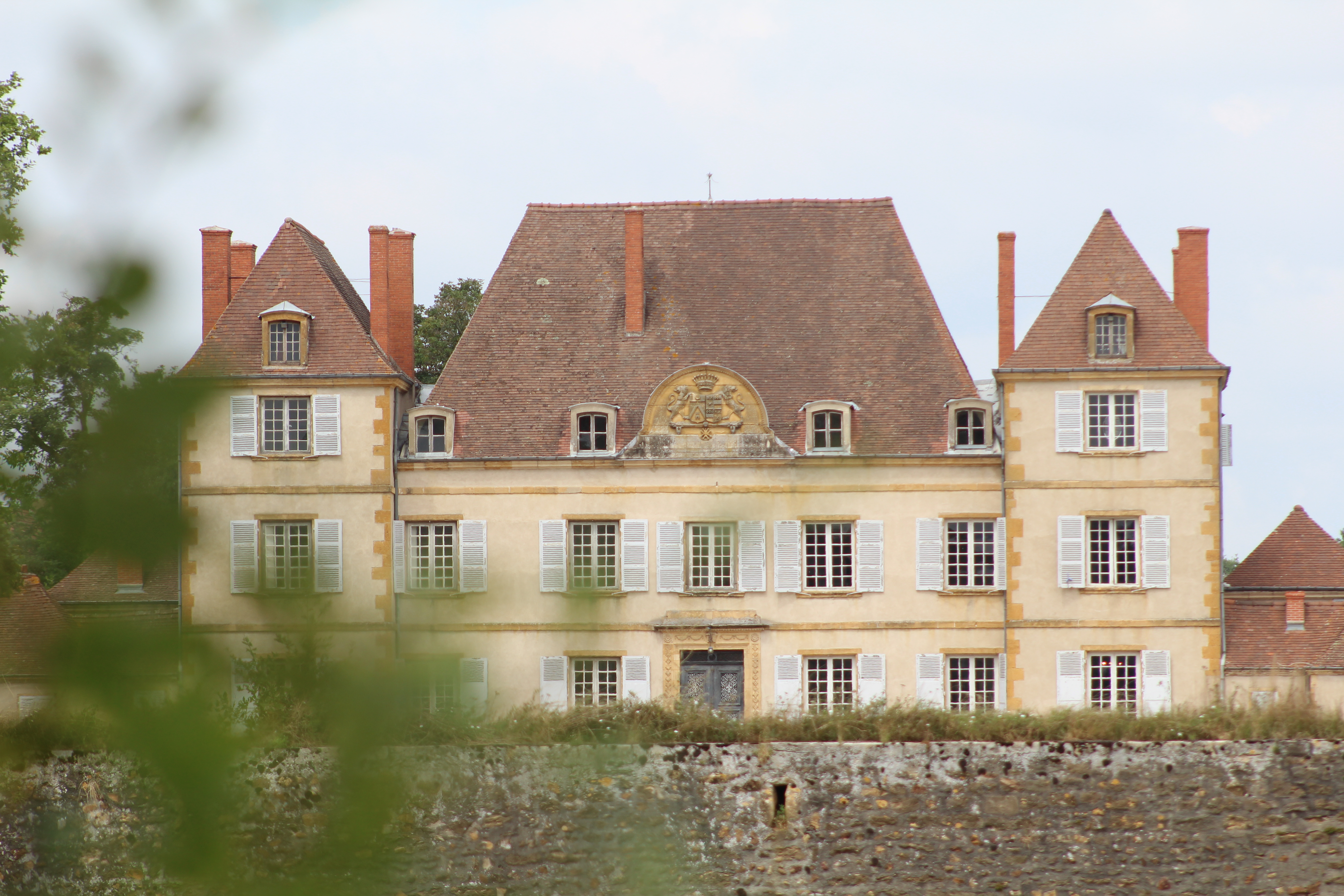
Château de Selore.

Le village de Saint-Yan comporte plusieurs monuments :
- le château de Selore ;
- l'ancienne église Saint-Oyen de Saint-Yan (XIIe siècle), classée aux Monuments historiques en 1913 ;
- la chapelle Notre-Dame de Saint-Yan ;
- la place de la mairie : ancienne borne d'indication routière (inscrite à l'inventaire des Monuments historiques) qui, autrefois, marquait la bifurcation de la route n° 16 (allant de la Champagne au Lyonnais) avec la route n° 38 tendant vers Mâcon par Charolles[22].

## Personnalités liées à la commune
- Jean-Baptiste Grégoire Delaroche (1767-1845), général des armées de la République et de l'Empire, décédé au château de Selore.
- Louis Notteghem (1918-2001), résistant, instructeur aéronautique, créateur du Centre de Saint-Yan. L'aéroclub de Saint-Yan a été baptisé en son honneur.

## Pour approfondir